# Изложба „Нови чланови” (1994)
Изложба „Нови чланови” се одржала у периоду од 12. до 24. априла 1994. године у Малој сали Уметничког павиљона „Цвијета Зузорић”.

## Излагачи

### Сликари
1. Миодраг Антонић
2. Радослав Баћовић
3. Весна Васовић
4. Маја Гречић
5. Зоран Димовски
6. Радмила Драгићевић
7. Сања Жигић
8. Сања Јовановић
9. Драгана Кнежевић
10. Љубомир Кукуљ
11. Саша Ложаић
12. Маја Љубојевић
13. Соња Малавразић
14. Јасмина Милетић
15. Предраг Милићевић
16. Весна Милуновић
17. Зоран Мишић
18. Звездана Перуничић
19. Драган Самарџија
20. Александра Смиљковић
21. Драган Станковић
22. Гордана Стојановић
23. Горан Ћорић
24. Александар Хорват

### Графичари
1. Вера Варинац
2. Сузана Вучковић
3. Маја Катић
4. Ненад Зељић

### Вајари
1. Татјана Вондрачек Милутиновић
2. Весна Ристовски